# Génération Foot
L'Académie Génération Foot, també conegut com a Association Sportive Génération Foot és un club senegalès de futbol de la ciutat de Dakar. Va ser fundat el 2000 i juga a l'Stade Déni Biram Ndao.

## Palmarès
- Lliga senegalesa de futbol:[2]
  - 2017, 2019

- Copa senegalesa de futbol:[3]
  - 2015

- Trophée des Champions du Sénégal:
  - 2017